# République socialiste fédérative soviétique de Russie
Pour les articles homonymes, voir Russie (homonymie).
1917–1991
(74 ans)
Entités précédentes :
- République russe (1917)
- République d'Extrême-Orient (1922)
- Tannou-Touva (1944)
- Reich allemand (partie nord de la Prusse-Orientale) (1945)
- Empire du Japon (Sakhaline et Kouriles) (1945)
- RSS carélo-finnoise (1956)

Entités suivantes :
- Finlande (1917)
- République soviétique de Donetsk-Krivoï-Rog (1918)
- République populaire biélorusse (1918)
- RSS d'Ouzbékistan (1924)
- RSS du Turkménistan (1924)
- RSS kazakhe (1936)
- RSS kirghize (1936)
- RSS carélo-finnoise (1940)
- RSS d'Ukraine (Crimée) (1954)
- République tchétchène d'Itchkérie (1991)
- Fédération de Russie (1991)

La république socialiste fédérative soviétique de Russie (en abrégé RSFS de Russie ou RSFSR ; en russe Росси́йская Сове́тская Федерати́вная Социалисти́ческая Респу́блика (РСФСР), Rossiïskaïa Sovietskaïa Federativnaïa Sotsialistitcheskaïa Respoublika (Rossiïskaïa SFSR, RSFSR), littéralement « République socialiste fédérative des conseils russe ») était l'une des quinze républiques socialistes soviétiques formant l'Union des républiques socialistes soviétiques (URSS). Elle en était de facto la république dominante tant politiquement qu'économiquement. En effet, elle représentait les trois quarts du territoire de l'Union, plus de la moitié de sa population, les deux tiers de son industrie et environ la moitié de sa production agricole.

## Création
Depuis la révolution de Février (1917), à la suite de l'abdication du tsar Nicolas II le 2 mars 1917 (en calendrier julien, soit douze jours plus tard selon le calendrier grégorien), la République russe est dirigée par un gouvernement provisoire, présidé à partir du 6 août 1917 (calendrier julien) par Alexandre Kerenski. Tout en esquissant des réformes, celui-ci tente malgré tout de respecter les engagements de la Russie vis-à-vis de ses alliés (France, Royaume-Uni, etc.) en poursuivant la guerre. L'impopularité de cette politique est exploitée par les Bolcheviks qui, dans la nuit du 25 au 26 octobre 1917 (ou douze jours après, selon le calendrier grégorien, qui sera adopté par le nouveau pouvoir le 31 janvier 1918), renversent le gouvernement à Pétrograd (alors capitale de la Russie, aujourd'hui Saint-Pétersbourg) par les armes : c'est la révolution d'Octobre. L'armistice est signé rapidement dès le 15 décembre 1917 (calendrier julien), conformément aux engagements de Lénine avant son départ de Suisse envers la puissance impériale allemande puis un traité de paix est signé le 3 mars 1918 à Brest-Litovsk avec les Allemands au prix d'énormes concessions territoriales de la part du nouveau pouvoir en place : Pologne, grande partie de l'Ukraine, pays baltes, etc...

Premier drapeau de la RSFSR utilisé entre 1918 et 1937.

Le 23 janvier 1918, le IIIe congrès des Soviets donne à la partie de la Russie qu'il dirige le nom de république soviétique de Russie (RSR) (après l'abdication de l'Empereur, le 2 mars 1917, la Russie portait le nom de République russe). Elle est dotée de la Constitution de la république soviétique fédérative socialiste de Russie, élaborée par la Commission dirigée par Sverdlov et ratifiée le 10 juillet 1918 par le Ve Congrès des Soviets. Une guerre civile va, ensuite, opposer pendant trois ans les Russes blancs (républicains ou monarchistes, comptant dans leurs rangs les généraux Krasnov, Dénikine et Kornilov), assistés par les puissances occidentales, aux bolcheviks. Après leur victoire, les bolcheviks regroupent, le 22 décembre 1922, les diverses républiques soviétiques et bolcheviques au sein de l'Union des républiques socialistes soviétiques. Par conséquent, la RSFSR devient une des républiques de l'Union des républiques socialistes soviétiques.
L’ancienne république d'Extrême-Orient, proclamée indépendante de jure en 1920 mais restée de facto dans le giron bolchévique qui ne voulait pas se trouver directement en guerre contre les Alliés en Sibérie, connaît également un important conflit avec l'armée blanche, qui en reprend le contrôle en 1921 avec l'aide des Japonais, mais l'aide soviétique contre les troupes japonaises permettra à la république de reprendre brièvement son indépendance, jusqu’à ce qu’elle soit intégrée par décret à la Russie soviétique dont le territoire est, en 1922, étendu sur toutes les frontières nord de la Chine et la façade Pacifique, une fois retirés les Japonais et les Chinois du gouvernement de Beiyang. Seul le nord de l'île de Sakhaline reste sous occupation du Japon jusqu'en 1925, le sud de Sakhaline étant alors japonais (préfecture de Karafuto). Ni l'ancienne république d'Extrême-Orient ni Sakhaline n'auront de statut d'autonomie au sein de l'Union soviétique, mais formeront des provinces ordinaires.
Le 13 avril 1941, la RSFSR signe le pacte nippo-soviétique qui est le pendant oriental du le pacte germano-soviétique occidental. Joseph Staline qui détient alors un pouvoir absolu espère ainsi rester neutre dans la Seconde Guerre mondiale, mais le 22 juin 1941 l'Allemagne nazie rompt le pacte occidental et envahit la partie européenne de l'URSS. Staline confirme alors le pacte nippo-soviétique et assure le Japon de sa neutralité en Extrême-Orient afin d'éviter la création d'un front sibérien ; pour garnir les régions menacées, il déplace des populations européennes vers la Sibérie orientale et le nord de Sakhaline. Le pacte nippo-soviétique ne sera rompu par Staline que le 9 août 1945, sept jours avant la capitulation du Japon : à l'issue de cette « guerre d'une semaine », mais qui, de jure, n'a jamais été officiellement conclue par un traité de paix, l'URSS acquiert le sud de Sakhaline et les îles Kouriles, inaugurant un contentieux toujours en cours.

## Démographie
En 1989, la population de la RSFS de Russie était de 147 400 537 habitants, ce qui faisait d'elle la RSS la plus peuplée de l'Union des républiques socialistes soviétiques (elle regroupait 51,4 % de la population).

## RSFSR lors de la dislocation de l'URSS

Drapeau de la fédération de Russie, apparu sur le Kremlin, à compter du 26 décembre 1991, après la fin de l'Union Soviétique.

Gorbatchev arrive au pouvoir en 1985 en prenant la tête du Parti communiste de l'Union soviétique (PCUS) avec la volonté de réformer le régime pour combattre la stagnation économique et les reliquats du stalinisme, mais ses réformes donnent des résultats plutôt mitigés. La perestroïka (« restructuration ») n'a pas atteint les objectifs escomptés ayant aggravé les pénuries de biens de consommation et les inégalités sociales, tandis qu'une démocratisation du régime, amorcée avec la glasnost (« transparence »), déclenche des conflits inter-ethniques et la montée des nationalismes, mal perçue par les Russes.
En 1989, pour la première fois depuis le début de l'ère soviétique, des élections libres ont lieu, les partis politiques sont autorisés en 1990. Cette ouverture est surtout l'occasion pour les peuples des différentes nationalités composant l'URSS de manifester leurs souhaits de souveraineté. Vers 1991, un véritable dualisme du pouvoir s'installe à Moscou. En effet, la puissance montante des structures étatiques russes libérées de la tutelle du PCUS, avec Eltsine en tête, se trouvent face aux organes du pouvoir soviétique et communiste, « archaïque » et « conservateur », essayant en vain de freiner les « réformes gorbatcheviennes » et de préserver le système soviétique. Mikhaïl Gorbatchev tente lui aussi de préserver la cohésion de l'Union soviétique, et d'affaiblir la RSFSR : en réaction, Boris Eltsine fait voter sa souveraineté le 12 juin 1990 par le 1er Congrès des députés du peuple de la RSFSR.
Le 25 août 1991, le PCUS est dissous, puis la plupart des républiques qui constituent l'URSS prennent leur indépendance dans les jours ou semaines qui suivent. L'URSS cesse d'exister par l'accord de Minsk du 8 décembre 1991 et les accords d'Alma-Ata du 21 décembre 1991.
La RSFSR reprend de l'URSS les trois quarts de son territoire, plus de la moitié de sa population, les deux tiers de son industrie et la moitié de sa production agricole. Principale héritière de l'URSS, elle occupe désormais sa place dans les institutions internationales, dont le siège permanent au Conseil de sécurité des Nations unies, mais assume également le passif financier de l'ancienne URSS. Une union politique et économique, la CEI, est fondée le 8 décembre 1991 par la RSFSR, l'Ukraine et la Biélorussie pour tenter de maintenir des liens privilégiés entre les pays issus de l'ex-URSS. Le 26 décembre, l'URSS est formellement dissoute.
Le 21 avril 1992, la RSFSR est renommée fédération de Russie.

## Subdivisions administratives de la RSFSR
La constitution de 1978 reconnaissait un certain nombre de subdivisions administratives, dont quelques-unes disposaient d'un large degré d'autonomie. Leur existence justifiait à la « Russie soviétique » son statut d'État fédéral, au sein même d'une plus vaste fédération que constituait l’URSS (Union des républiques socialistes soviétiques).
Au moment de la dislocation de l'Union soviétique, en 1991, elle comportait notamment :
- 16 républiques autonomes :
  - la République socialiste soviétique autonome bachkire,
  - la République socialiste soviétique autonome bouriate,
  - la république socialiste soviétique autonome de Carélie,
  - la république socialiste soviétique autonome du Daghestan,
  - la République socialiste soviétique autonome kabardino-balkare,
  - la république socialiste soviétique autonome de Kalmoukie,
  - la république socialiste soviétique autonome des Komis,
  - la république socialiste soviétique autonome des Maris,
  - la république socialiste soviétique autonome de Mordovie,
  - la république socialiste soviétique autonome d'Ossétie du Nord,
  - la République socialiste soviétique autonome oudmourte,
  - la République socialiste soviétique autonome tatare,
  - la république socialiste soviétique autonome de Tchétchénie-Ingouchie,
  - la République socialiste soviétique autonome tchouvache,
  - la république socialiste soviétique autonome de Touva,
  - la République socialiste soviétique autonome yakoute ;
- 5 oblasts autonomes :
  - l’oblast autonome adyguéen,
  - l’oblast autonome du Haut-Altaï,
  - l’oblast autonome juif,
  - l’oblast autonome des Karatchaïs-Tcherkesses,
  - l’oblast autonome khakasse ;
- 10 districts autonomes :
  - le district autonome des Bouriates d'Aga,
  - le district autonome de Bouriatie-Oust-Orda,
  - le district autonome des Evenks,
  - le district autonome des Iamalo-Nenets,
  - le district autonome des Komis-Permiaks,
  - le district autonome des Khantys-Mansis,
  - le district autonome des Koriaks,
  - le district autonome des Nenets,
  - le district autonome des Tchouktches,
  - le district autonome de Taïmyr.

## Dirigeants
| Portrait                                                                        | Identité                                                                        | Période          | Période           | Durée                       | Étiquette |
| Portrait                                                                        | Identité                                                                        | Début            | Fin               | Durée                       | Étiquette |
| ------------------------------------------------------------------------------- | ------------------------------------------------------------------------------- | ---------------- | ----------------- | --------------------------- | --- |
| Lénine, 1er juillet 1920.                                                       | Lénine (ru) Владимир Ильич Ленин (1870 - 1924)                                  | 30 décembre 1922 | 21 janvier 1924   | 1 an et 22 jours            | Parti communiste de l'Union soviétique                                                                              |
| Alexeï Rykov                                                                    | Alexeï Rykov (ru) Алексей Иванович Рыков (1881 - 1938)                          | 2 février 1924   | 18 mai 1929       | 5 ans, 3 mois et 16 jours   | Parti communiste de l'Union soviétique                                                                              |
| Sergei Syrtsov                                                                  | Sergei Syrtsov (en) (ru) Сергей Иванович Сырцов (1881 - 1937)                   | 18 mai 1929      | 3 novembre 1930   | 1 an, 5 mois et 16 jours    | Parti communiste de l'Union soviétique                                                                              |
| Daniil Sulimov                                                                  | Daniil Sulimov (en) (ru) Даниил Егорович Сулимов (1890 - 1937)                  | 3 novembre 1930  | 22 juillet 1937   | 6 ans, 8 mois et 19 jours   | Parti communiste de l'Union soviétique                                                                              |
| Nikolaï Boulganine                                                              | Nikolaï Boulganine (ru) Николай Александрович Булганин (1895 - 1975)            | 22 juillet 1937  | 17 septembre 1938 | 1 an, 1 mois et 26 jours    | Parti communiste de l'Union soviétique                                                                              |
| Vasily Vakhrushev                                                               | Vasily Vakhrushev (en) (ru) Василий Васильевич Вахрушев (1902 - 1947)           | 29 juillet 1939  | 2 juin 1940       | 10 mois et 4 jours          | Parti communiste de l'Union soviétique                                                                              |
| Ivan Khokhlov                                                                   | Ivan Khokhlov (ru) Иван Сергеевич Хохлов (1895 - 1973)                          | 2 juin 1940      | 23 juin 1943      | 3 ans et 21 jours           | Parti communiste de l'Union soviétique                                                                              |
| Alexis Kossyguine                                                               | Alexis Kossyguine (ru) Алексей Николаевич Косыгин (1904 - 1980)                 | 23 juin 1943     | 9 mars 1949       | 5 ans, 8 mois et 14 jours   | Parti communiste de l'Union soviétique                                                                              |
| Pas de portrait sous licence libre disponible pour Boris Chernousov.            | Boris Chernousov (en) (ru) Борис Николаевич Черноусов (1908 - 1978)             | 9 mars 1949      | 20 octobre 1952   | 3 ans, 7 mois et 11 jours   | Parti communiste de l'Union soviétique                                                                              |
| Pas de portrait sous licence libre disponible pour Alexander Puzanov.           | Alexander Puzanov (en) (ru) Александр Михайлович Пузанов (1906 - 1998)          | 20 octobre 1952  | 24 janvier 1956   | 3 ans, 3 mois et 4 jours    | Parti communiste de l'Union soviétique                                                                              |
| Pas de portrait sous licence libre disponible pour Mikhail Yasnov.              | Mikhail Yasnov (en) (ru) Михаил Алексеевич Яснов (1906 - 1991)                  | 24 janvier 1956  | 19 décembre 1957  | 1 an, 10 mois et 25 jours   | Parti communiste de l'Union soviétique                                                                              |
| Pas de portrait sous licence libre disponible pour Frol Kozlov.                 | Frol Kozlov (en) (ru) Фрол Романович Козлов (1908 - 1965)                       | 19 décembre 1957 | 31 mars 1958      | 3 mois et 12 jours          | Parti communiste de l'Union soviétique                                                                              |
| Dmitry Polyansky                                                                | Dmitry Polyansky (en) (ru) Дмитрий Степанович Полянский (1917 - 2001)           | 31 mars 1958     | 23 novembre 1962  | 4 ans, 7 mois et 23 jours   | Parti communiste de l'Union soviétique                                                                              |
| Gennady Voronov                                                                 | Gennady Voronov (en) (ru) Геннадий Иванович Воронов (1910 - 1994)               | 23 novembre 1962 | 23 juillet 1971   | 8 ans et 8 mois             | Parti communiste de l'Union soviétique                                                                              |
| Mikhaïl Solomentsev                                                             | Mikhaïl Solomentsev (ru) Михаил Сергеевич Соломенцев (1913 - 2008)              | 28 juillet 1971  | 24 juin 1983      | 11 ans, 10 mois et 27 jours | Parti communiste de l'Union soviétique                                                                              |
| Pas de portrait sous licence libre disponible pour Vitalij Ivanovič Vorotnikov. | Vitalij Ivanovič Vorotnikov (en) (ru) Виталий Иванович Воротников (1926 - 2012) | 24 juin 1983     | 3 octobre 1988    | 5 ans, 3 mois et 9 jours    | Parti communiste de l'Union soviétique                                                                              |
| Pas de portrait sous licence libre disponible pour Alexander Vlasov.            | Alexander Vlasov (en) (ru) Александр Владимирович Власов (1932 - 2002)          | 3 octobre 1988   | 15 juin 1990      | 1 an, 8 mois et 12 jours    | Parti communiste de l'Union soviétique                                                                              |
| Ivan Silaïev, 1991.                                                             | Ivan Silaïev (ru) Иван Степанович Силаев (1930 - 2023)                          | 18 juin 1990     | 26 septembre 1991 | 1 an, 3 mois et 8 jours     | Parti communiste de l'Union soviétique Parti communiste de la république socialiste fédérative soviétique de Russie |
| Boris Eltsine                                                                   | Boris Eltsine (ru) Борис Николаевич Ельцин (1931 - 2007)                        | 6 novembre 1991  | 15 juin 1992      | 7 mois et 9 jours           | Indépendant |